# Rukia Bulle
 (mai 2025).
Pour les articles homonymes, voir Bulle.
Rukia Bulle est une journaliste kenyane de NTV Kenya (en), née en 1997 et appartenant à la communauté somali-kényane. En 2024, elle a remporté le prix Komla Dumor (en) de BBC World News,,.

## Carrière
Bulle est titulaire d'une licence en journalisme de l'Université internationale des États-Unis (en) (USIU). Elle poursuit actuellement un master en relations internationales dans cette même université,,.